# Elasmus viridiceps
Elasmus viridiceps är en stekelart som beskrevs av Thomson 1878. Elasmus viridiceps ingår i släktet Elasmus och familjen finglanssteklar.
Artens utbredningsområde är:
- Österrike.
- Tjeckien.
- Slovakien.
- Frankrike.
- Tyskland.
- Grekland.
- Ungern.
- Polen.
- Rumänien.
- Spanien.
- Sverige.
- Moldavien.

Arten är reproducerande i Sverige. Inga underarter finns listade i Catalogue of Life.